# Ченгуань (селище, Гучен)
Ченгуань (кит. 城关镇, пін. Chéngguān Zhèn) — містечко у КНР, адміністративний центр повіту Гучен провінції Хубей.

## Географія
Ченгуань розташовується у середній течії річки Ханьшуй, лежить на Великій Китайській рівнині.

### Клімат
Містечко знаходиться у зоні, котра характеризується вологим субтропічним кліматом. Найтепліший місяць — липень із середньою температурою 27.9 °C (82.2 °F). Найхолодніший місяць — січень, із середньою температурою 3.1 °С (37.6 °F).
| Клімат Ченгуаня         | Клімат Ченгуаня | Клімат Ченгуаня | Клімат Ченгуаня | Клімат Ченгуаня | Клімат Ченгуаня | Клімат Ченгуаня | Клімат Ченгуаня | Клімат Ченгуаня | Клімат Ченгуаня | Клімат Ченгуаня | Клімат Ченгуаня | Клімат Ченгуаня | Клімат Ченгуаня |
| Показник                | Січ.            | Лют.            | Бер.            | Квіт.           | Трав.           | Черв.           | Лип.            | Серп.           | Вер.            | Жовт.           | Лист.           | Груд.           | Рік             |
| Середній максимум, °C   | 7,4             | 9               | 14,3            | 20,4            | 25,9            | 30,3            | 31,7            | 31,1            | 26              | 21,2            | 14,9            | 9,4             | 20,1            |
| Середня температура, °C | 3,1             | 4,7             | 9,8             | 15,9            | 21,2            | 25,6            | 27,9            | 27,3            | 22,1            | 17              | 10,8            | 5               | 15,9            |
| Середній мінімум, °C    | −2,2            | −0,6            | 4,1             | 10,2            | 15,4            | 20              | 23              | 22,3            | 17,3            | 11,7            | 5,5             | −0,4            | 10,5            |
| Норма опадів, мм        | 17.3            | 25.8            | 48              | 79.2            | 96.2            | 84.9            | 130.1           | 133.8           | 109             | 72.1            | 43.3            | 16.4            | 856.1           |
| Днів з опадами          | 7,5             | 8,2             | 10,4            | 12,7            | 11,9            | 10,1            | 12,4            | 12              | 14,1            | 12,7            | 10,8            | 8,4             | 131,2           |
| Вологість повітря, %    | 67              | 67.7            | 68.8            | 71.1            | 70.2            | 68              | 75.5            | 75.6            | 75.8            | 74.9            | 73.7            | 69.3            | 71.5            |
| ----------------------- | --------------- | --------------- | --------------- | --------------- | --------------- | --------------- | --------------- | --------------- | --------------- | --------------- | --------------- | --------------- | --------------- |
| Джерело: Weatherbase    |                 |                 |                 |                 |                 |                 |                 |                 |                 |                 |                 |                 |                 |